# Caesaria I
Caesaria den äldre eller Caesaria I, död 525, var en frankisk nunna och helgon.
Hon var den första abbedissan i Abbaye Saint-Césaire mellan 512 och 525. Klostret blev berömt under sin samtid och hon organiserade dess arbete med att sy kläder åt de fattiga och transkribera böcker. Hon efterträddes som abbedissa av sin niece Caesaria den yngre eller Caesaria II.
Hennes festdag är 12 januari. 